# Létající tygři
1st American Volunteer Group (1. Americká dobrovolnická skupina), známá také pod přezdívkou Flying Tigers (Létající tygři) byla skupina tvořená americkými letci, kteří dobrovolně vstoupili do letectva Čínské republiky v době druhé čínsko-japonské války. Claire Chennault zahájil budování jednotky ještě před vstupem USA do války s Japonskem, ale do prvního boje se jednotka dostala až 20. prosince 1941 nad Kchun-mingem.
Jejím pilotům bylo přiznáno 296 sestřelů japonských letounů a sami ztratili jen 22 padlých v boji a 3 zahynulé při nehodách během cvičných letů. V roce 1942 se z ní stala 23rd Fighter Group (23. stíhací skupina) United States Army Air Forces.

## Složení
- 1. stíhací peruť „Adam and Eve“, později 76. stíhací peruť 23. stíhací skupiny USAAF
- 2. stíhací peruť „Panda Bears“, později 75. stíhací peruť 23. stíhací skupiny USAAF
- 3. stíhací peruť „Hell's Angels“, později 74. stíhací peruť 23. stíhací skupiny USAAF

## Známí příslušníci jednotky
- Gregory “Pappy” Boyington
- David Lee "Tex" Hill
- Charles Older
- Robert Lee Scott